# Carl-Albrecht Bartmer
Carl-Albrecht Bartmer (*  13. Februar 1961 in Lingen an der Ems) ist ein deutscher Landwirt. Er war von 2006 bis 2018 Präsident der Deutschen Landwirtschafts-Gesellschaft (DLG).

## Leben und Wirken
Im Anschluss an das Abitur und eine landwirtschaftliche Lehre studierte Carl-Albrecht Bartmer von 1984 bis 1989 Agrarwissenschaften an der Georg-August-Universität in Göttingen. Nach dem Studium war er als Dipl.-Ing. agr. zwei Jahre als Verwalter auf einem Saatzuchtbetrieb in Schleswig-Holstein tätig.
Seit 1991 bewirtschaftet Carl-Albrecht Bartmer in Sachsen-Anhalt einen Ackerbaubetrieb mit rund 1.000 ha Fläche, der sich seit 1735 bis zum Ende des Zweiten Weltkrieges im Familienbesitz befand, zunächst als Pachtung. In den Jahren 1999 und 2002 konnte er wesentliche Teile des ehemals großväterlichen Betriebes zurückkaufen.
Im Januar 2006 wurde er zum Präsidenten der DLG gewählt und 2009, 2012 sowie 2015 in diesem Amt bestätigt. 2018 verzichtete er auf eine erneute Kandidatur.
Er ist verheiratet, hat vier Kinder und lebt in Löbnitz an der Bode.